# Geloog
Geloog (auch Gelog, Jeloge, Jeloch, Jelooch, Geloch, Jelach, Jeläch, Gelag) ist ein aus dem Mittelalter stammender Begriff mit vielen auf ein geselliges Zusammensein bezogenen Bedeutungen: Treffen, Trinken, Gilde, Gruppe, Gemeinschaft, Bruderschaft, Schmaus; aber auch verächtlich Saufkompanie. Im übertragenen Sinne steht es auch für Rechnung / Zeche.
„Geloog“ in seinen verschiedenen Sprachformen ist heute ein noch im Rheinland sowie in Teilen des Münsterlandes häufig vorkommender Sprachgebrauch hinsichtlich Geselligkeiten. Insbesondere im Rheinland steht es für – mehr informelle – Treffen / Gruppen, die jedoch sowohl vom Anlass als auch vom Ablauf her bestimmten Riten unterworfen sind. Gerd Schwerhoff interpretiert das (kleine) Gelag als Spielart der (großen) Gesellschaft. Somit fließt bei der Verwendung im Sinne von Gruppe auch die „Größe“, das heißt Anzahl der Teilnehmer, ein. Er bezeichnet das (kölnische) Gelag als „sicherlich situatives, aber sich immer wieder auf neue reproduzierendes, institutionelles Gefüge“, bzw. als ein (im Wirtshaus) „ordnungsstiftendes, den Raum und die Geselligkeit … entscheidend strukturierendes Arrangement“.
In der Sammlung von Gedichten um 1850 aus dem Harz, der Ewerharzischen Zitter wird Gelog ebenfalls im Zusammenhang von „Treffen / Zusammensein“ verwendet. Im ostdeutschen Raum findet sich eine sinngemäße Verwendung in Form von Gelag, beispielsweise Wieker Gelag (1452).

## Wortbedeutung
Von Bedeutung sind die verschiedenen sprachlichen Varianten im Rheinland, da es im kölnisch-ripuarischen Sprachraum grundsätzlich kein „G“ gibt – selbst Worte, die mit „G“ anfangen, werden wie mit „j“ gesprochen. Ähnliches gilt für Endungen mit „G“, die dann „ch“ gesprochen werden. Dies führte im Lauf der Jahrhunderte zu den verschiedenen Schreibweisen, in dem die Aussprache identisch als Schriftsprache übernommen wurde.
Obwohl die nördliche Grenze des ripuarischen Sprachraums mit der Benrather Linie in Höhe von Düsseldorf liegt, scheint sich der Begriff Gelog auch weiter nördlich ausgebreitet zu haben.
Zwecks besserer Übersichtlichkeit werden im Folgenden auch die Schreibweisen mit „j“ bzw. „ch“ in die Betrachtung mit einbezogen – zumal diese eher „mundartlich“ sind, während Schreibweisen mit „G“ eher ins Hochdeutsche aufgenommen wurden. Nach dem Wörterbuch der Kölner Mundart ist „Jeloch“, „Jeloge“ = Gelage, zu legen … 1a. ursprünglich jedes gesellige Beisammensein zum Trinken, Schmausen, verabredet oder wie es sich gerade fügt oder wie man sich trifft im eigenen Heim, im Nachbarhaus oder bei einem Freund, so bereits altkölsch (15. Jh.) gelaich ind geselschafft, auch in öffentlicher Schenke … Im Eschweiler Dialekt bedeutet es „unangenehme Arbeit bzw. unklarer, unangenehmer Sachverhalt oder auch Zeche, Wirtshausrechnung.“
Je nach Gegend wird es heute sprachlich erweitert für Vereine – meist Traditionsvereine – verwendet, beispielsweise Maigeloog, Kirmesgeloog, Musikgeloog, Ortsgeloog verwendet oder es bezeichnet nur eine Gruppe Jugendlicher, die ein festliches Ereignis nach traditionellen Regeln planen oder Erwachsener.
In manchen Orten bedeutet es immer noch Gelage, Festlichkeit, oft in Verbindung mit alten Traditionen über Festabrechnung und Polterabend bis hin zu „Trinkbecher“ (Gelog). Rings um das münsterländische Vreden wird es als „Trinken im Geloog“ verwendet – dies bedeutet modern eine Flatrate fürs Trinken (gegen Grundbeitrag frei trinken).
In einzelnen rheinischen Dialekten wird der Begriff auch nur für Lärm im Rahmen einer Feier verwendet.
Am Beispiel Kölns lassen sich die verschiedenen Schreibarten verdeutlichen. Im linksrheinischen Stadtgebiet heißt die gleiche Gruppe auf kölsch infolge ortstypischer Lautänderungen „Jelooch“, im Rechtsrheinischen und im Umland jedoch „Geloog“.
Im Wortsinn von „Gruppe“ war/ist ein „Geloog“ eine relativ feste Gruppierung, die sich jährlich aus einem Stamm „alter Hasen/Mitglieder“ ritualisiert zusammenfindet, um ein regelmäßiges Ereignis zu veranstalten. So bildete man vielerorts etwa zu Ostern ein Geloog, um ein Maifest zu organisieren. Im Rheinland scheint dies für die Organisation weltlicher Feste im 14. und 15. Jahrhundert aufgekommen zu sein – oft in Verbindung mit Burschenbünden oder Junggesellenvereinen. Es soll heute noch derartige Gruppierungen geben, die auf eine Gründung in dieser Zeit zurückblicken können. Es war vermutlich Ausdruck eines wachsenden Selbstbewusstseins – oft auch im Hinblick auf „verdeckte“ Ziele, wie relativ freies Feiern bis hin zum Kennenlernen junger Mädchen.
Auch in Thüringen gibt es Hinweise auf derartige „lose“ Gemeinschaften, allerdings in Verbindung mit dem Begriff „Gelag“ (für Veranstaltung). So bildete sich nach traditionellen Regeln 10 Tage vor Pfingsten bei einem Gelag eine Gemeinschaft Jugendlicher, um Pfingsten, auf dem Dorfplatz den „Maien“ – eine Birke – aufzustellen. In der Nacht stellten die Junggesellen ihren Pfingstbräuten kleine Maien ans Haus.
Ein Geloog hatte zwar oft eine vereinsähnliche Struktur, war aber im Grunde kein Verein, wollte auch im Sinne der alten Traditionen kein Verein sein, sondern man wollte „Spaß an d’r Freud mit Freunden“ haben. Oftmals wäre auch eine Vereinsgründung aus lokalen Gründen bzw. Bildungsdefiziten nicht möglich gewesen. Diese „Freiheiten“ führten in späteren Jahrhunderten immer zu Konflikten mit der Obrigkeit – bis hin zu Verboten.
Heutzutage ist aus vielerlei Gründen, etwa juristischer Absicherung und Handlungsfähigkeit oder Gemeinnützigkeit, eine Etablierung als Verein oftmals zwingend notwendig.
Die sprachlichen Ursprünge und Zuordnungen sind aber nicht unbedingt eindeutig, teilweise erfolgt eine Ableitung von „liegen“, „lagern“; andere vermuten eine Herleitung von „Geld / Zeche“.
Auch die Bezeichnungen sind nicht immer historisch nachvollziehbar, da beispielsweise einige Gruppierungen im Mittelalter zunächst als „Reih“ bezeichnet wurden, wie Maireih, Kirmesreih, Jungenreih, später aber „Geloog“ genannt wurden.